# Дзета Волка
Дзета Волка (лат. ζ Lupi) — тройная звезда в созвездии Волка на расстоянии приблизительно 112 световых лет (около 34,3 парсека) от Солнца. Возраст звезды определён как около 2,9 млрд лет.

## Характеристики
Первый компонент (HD 134505) — жёлто-оранжевый гигант спектрального класса G8III, или G7III, или K0. Видимая звёздная величина звезды — +3,5m. Масса — около 2,668 солнечных, радиус — около 11,62 солнечных, светимость — около 61,611 солнечных. Эффективная температура — около 4744 K.
Второй компонент — коричневый карлик. Масса — около 14,76 юпитерианских. Удалён на 2,074 а.е..
Третий компонент (HD 134483) — жёлто-белая звезда спектрального класса F9, или F8. Видимая звёздная величина звезды — +7,1m. Радиус — около 1,24 солнечного, светимость — около 2,116 солнечных. Эффективная температура — около 6253 K. Удалён на 71,9 угловых секунды.